# 花井白泥介
花井白泥介（学名：Argilloecia hanaii）为海星介科白泥介屬下的一个种。

## 形态特征
本种壳体多数，保存良好。可以做决定性鉴定，壳体形态主要特征为鞋底形，拱起，前端大于后端；前后两缘各呈倾斜的括弧形，壳表光滑。本种与 Argilloecia uranouchiensis Ishizaki（浦內白泥介）的主要区别为后缘是倾斜、非均衡的弧形。

## 地理分布
- 恒春半岛恒春镇大南湾马鞍山泥岩（上新世）；
- 恒春半岛恒春镇四沟里四沟层（晚更新世）；
- 高雄县冈山镇大冈山上古亭坑大冈山石灰岩（上新世 ~ 更新世）；
- 嘉义县石硦村石硦桥沄水溪层（上新世）；
- 嘉义县中埔乡中埔村六崁下寮层（上新世）；